# Ilha de Cotunduba

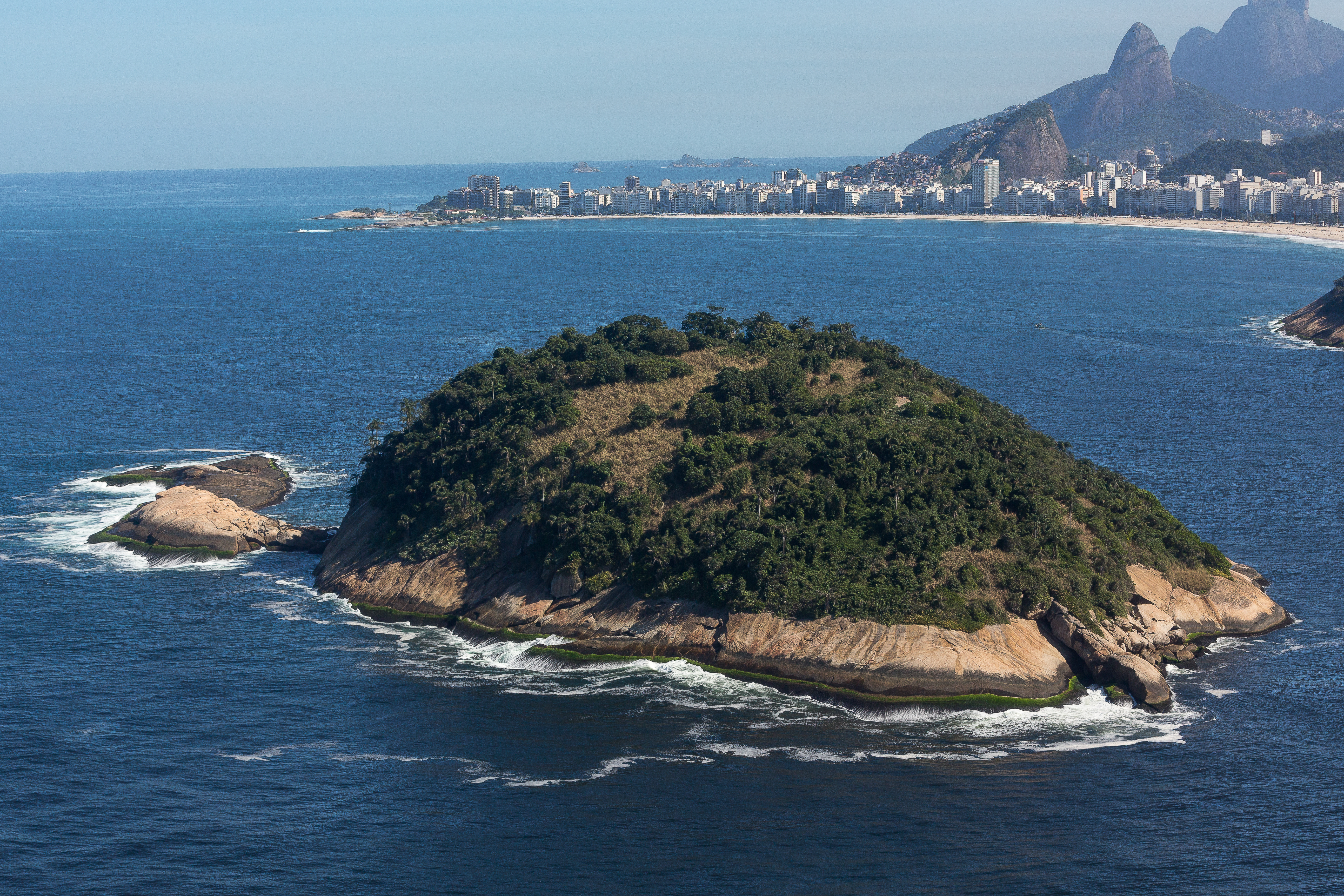
Ilha de Cotunduba, im Hintergrund der Strand von Copacabana

Die Ilha de Cotunduba ist eine unbewohnte Insel im Gebiet von Rio de Janeiros Stadtteil Leme. Sie liegt am Eingang zur Guanabara-Bucht im Südatlantik, erreicht eine Höhe von etwa 60 Metern und ist von Atlantischem Regenwald bedeckt. Aus Gründen der Biodiversität bildet sie seit dem 12. November 1990 zusammen mit den auf dem Festland liegenden Hügeln Morro do Leme und Morro do Urubú das Naturschutzgebiet Área de Proteção Ambiental dos Morros da do Leme, Urubu e Ilha de Cotunduba, welches mit der benachbarten Área de Proteção Ambiental dos Morros da Babilônia e São João sowie dem Parque Estadual da Chacrinha in Copacabana zum Naturpark Parque Natural Municipal Paisagem Carioca zusammengefasst ist.